# Alocerus siculus
Alocerus siculus är en skalbaggsart som först beskrevs av Gianfranco Sama 1979.  Alocerus siculus ingår i släktet Alocerus och familjen långhorningar. Inga underarter finns listade i Catalogue of Life.